# 정미경 (정치인)
정미경(鄭美京, 1965년 9월 17일~)은 대한민국의 법조인이자 제18, 19대 국회의원을 지낸 정치인이다.

## 생애
1965년 9월 17일에 강원도 화천군에서 태어났다. 서울에서 성장하여 덕성여자고등학교, 고려대학교를 졸업하였다. 제38회 사법시험에 합격하여 검사로 활동했다.
2008년, 대한민국 제18대 국회의원 선거에서 수원시 권선구에 출마해 당선되며 초선 국회의원이 되었다.
2014년 재보궐선거에서 새누리당 후보로 수원시 을 선거구에 출마하여 새정치민주연합 백혜련 후보를 꺾고 당선되어 재선에 성공했다.
2016년 제20대 국회의원 선거에서 새누리당 후보로 경기도 수원시 무 선거구에 출마하였지만 더불어민주당 김진표 후보에 밀려 낙선하였다.
박근혜-최순실 게이트 이후 새누리당을 탈당하고 바른정당에 입당하여 수원시 무 당협위원장을 맡았으나, 탈당하여 자유한국당에 복당했다.
2018년 1월 19일 자유한국당 수원시 무 당협위원장에 임명되었으며, 2018년 제7회 전국동시지방선거에서 자유한국당 수원시장 후보로 공천되었으나 낙선하였다.
2020년 21대 총선에서 기존의 지역구였던 수원시 무가 아닌 수원시 을로 출마하였는데 2014년 재보선에서 만난 백혜련과 리턴매치를 벌였으나 그 때와는 달리 상당히 큰 표차로 낙선하였다.

## 학력
- 서울창동초등학교
- 도봉여자중학교
- 덕성여자고등학교
- 고려대학교 법학 학사

## 경력
- 제38회 사법시험 합격
- 1999년: 의정부지방검찰청 검사
- 2001년: 인천지방검찰청 부천지청 검사
- 2003년: 전주지방검찰청 군산지청 검사
- 변호사정미경법률사무소 변호사
- 2005년: 수원지방검찰청 검사
- 2007년: 부산지방검찰청 검사
- 2008년 5월~2012년 5월: 제18대 국회의원
  - 보건복지가족위원회 위원
  - 국방위원회 위원
  - 여성가족위원회 위원
- 2009년: 한나라당 원내부대표
- 2014년 7월~2016년 5월: 제19대 국회의원
  - 제19대 국회 예산결산특별위원회 위원
- 2014년 8월~2016년 4월: 새누리당 홍보기획본부장, 홍보위원장
- 법무법인 광교 변호사
- 2017년 2월~2017년 11월: 바른정당 경기도당 수원시(무) 당협위원장
- 2018년 1월~2018년 9월: 자유한국당 경기도당 수원시(무) 당협위원장
- 자유한국당 경기도당 당협조직본부 남부권본부장
- 자유한국당 경기도당 정책개발본부 방송통신위원장
- 2018년 12월: 자유한국당 경기도당 수원시(무) 당협위원장
- 2019년 2월~2020년 2월: 자유한국당 최고위원
- 2020년 2월: 미래통합당 경기도당 수원시(무) 당협위원장
- 2020년 2월~2020년 5월: 미래통합당 최고위원
- 2021년 6월~2022년 8월: 국민의힘 최고위원
- 2021년 8월: 국민의힘 나라다운나라만들기 국민소통특별위원회 위원장
- 2021년 11월~2022년 1월: 국민의힘 선거대책위원회 중앙선거대책위원회 선거대책위원장단 부위원장
- 2021년 12월~2022년 1월: 국민의힘 선거대책위원회 홍보미디어총괄본부 부본부장
- 2022년 1월~2022년 3월: 국민의힘 제20대 대통령 선거 선거대책본부 홍보미디어본부 부본부장
- 2022년 5월~2022년 6월: 국민의힘 6·1지방선거 시민이 힘나는 선거대책위원회 부위원장
- 2022년 5월: 국민의힘 경기도당 성남 분당 을 당협위원장

## 방송 활동
- TV조선: 강적들, 이것이 정치다
- MBC: 이슈를 말한다
- JTBC: 뉴스현장
- 채널A: 뉴스 TOP10

## 역대 선거 결과
|  | 41.23% |

|  | 23.77% |

|  | 55.69% |

|  | 36.04% |

|  | 26.77% |

|  | 38.30% |